# Брыкино (Семендяевское сельское поселение)
Брыкино — деревня в Калязинском районе Тверской области. Входит в состав Семендяевского сельского поселения.

## География
Находится в юго-восточной части Тверской области на расстоянии приблизительно 16 км на северо-восток по прямой от районного центра города Калязин недалеко от остановки поезда Кулишки на железнодорожной линии Калязин-Углич.

## История
Была отмечена на карте 1825 года. В 1859 году здесь (тогда деревня Калязинского уезда Тверской губернии) было учтено 2 двора, в 1941 — 7.

## Население
Численность населения: 34 человека (1859 год), 0 как в 2002 году, так и в 2010.